# Léopold Joseph d'Autriche (1682-1684)
Pour les articles homonymes, voir Léopold Joseph d'Autriche.
Léopold Joseph d'Autriche (né au château de Laxenbourg le 2 juin 1682 et mort à Enns le 3 août 1684) est un fils de l'empereur Léopold Ier du Saint-Empire et de sa troisième femme Éléonore de Neubourg.

## Biographie
L'archiduc Léopold Joseph d'Autriche est le dixième des quatorze enfants de l'empereur Léopold Ier du Saint-Empire (1640-1705), ainsi que le second fils de l'empereur et de sa troisième épouse Éléonore de Neubourg (1655-1720) mariés le 14 décembre 1676.
Il a pour frère aîné l'empereur Joseph Ier (1678-1711), et comme sœur aînée l'archiduchesse Marie-Élisabeth d'Autriche (1680-1741), gouvernante des Pays-Bas autrichiens. Son frère cadet étant l'empereur Charles VI (1685-1740), père de l'impératrice Marie-Thérèse (1717-1780), l'archiduc Léopold Joseph est l'oncle de cette dernière.
Sa fratrie comprend en tout seize enfants, issus des trois unions son père, dont seuls six parviennent à l'âge adulte. Il est inhumé dans la Leopoldsgruft de la Crypte des Capucins à Vienne.